# Juan Contino Aslán
Juan Contino Aslán (né le 12 octobre 1960 à La Havane, Cuba) est un homme politique cubain, maire de La Havane de 2003 à 2011 (Marta Hernández Romero lui succède), membre du Comité Central du Parti communiste de Cuba, député à l'Assemblée nationale du pouvoir populaire, et membre du Conseil d’État.
À la suite d’une crise politique à l'intérieur du Parti en 2003, et la révocation de Conrado C. Martínez Corona en tant que maire de La Havane, Contino est appelé à occuper cette position. Auparavant, il a été responsable (Coordinador Nacional) des Comités de défense de la révolution pendant près d'une décennie. Avant, il a été second puis premier secrétaire de l’Union des Jeunes Communistes, depuis les années 1980 jusqu’en 1995, remplaçant Roberto Robaina en tant que premier secrétaire en 1993. C’est un proche de Raúl Castro. Contino était en Angola de 1989 à 1990.